# Saint-Martin-Krater
Koordinaten: 51° 47′ N, 98° 32′ W
Saint Martin ist ein Einschlagkrater in Manitoba, Kanada. Er befindet sich im nördlichen Teil der ländlichen Verwaltungseinheit Grahamdale, nordwestlich des Lake St. Martin.
Der Durchmesser des Kraters beträgt 40 km, sein Alter wird auf 220 ± 32 Millionen Jahre geschätzt. Die Impaktstruktur ist gut erhalten, allerdings nur schlecht von der Erdoberfläche zu sehen, denn sie ist von Moränen bedeckt.